# Monster Buster Club
Monster Buster Club (en español: Club Cazamonstruos) es una serie de televisión juvenil franco-canadiense animada en 3D, producida por la compañía francesa Marathon Media en asociación con Jetix Europe —actualmente Disney XD—, y creada por Vincent Chalvon-Demersay y David Michel.

## Sinopsis
La serie tiene lugar en un pequeño y tranquilo pueblo llamado Single Town ("Ciudad Feliz" en doblaje mexicano). Single Town existe hace doscientos años y fue fundada por un hombre llamado Addison Single, quien era un extraterrestre disfrazado de humano. El pueblo es un lugar de encuentro para los alienígenas de diferentes partes de la galaxia, aunque desde su fundación la mayoría de estos visitantes extraterrestres son criminales y peligrosos delincuentes intergalácticos en busca de refugio en el planeta, de ahí la importancia de la fundación del Monster Buster Club para el mantenimiento del orden y la paz de la ciudad.

## Personajes principales

### Cathy
Es una niña alienígena proveniente del planeta Rhapsodia. Su cabello es rubio claro y lleva prendas rosa y verde, sus ojos son color azul claro. Su coraza de símil humana la disfraza de su naturaleza alienígena, ella vino con su abuelo a reinstalar una antigua sociedad en la tierra llamada El Club Caza Monstruos (Monster Buster Club o MBC) junto con sus nuevos amigos.
Es una niña muy energica, alegre, dulce, optimista y emotiva e incluso a veces podría parecer algo infantil, pero no lo es, solo es esa su personalidad. Tiene una gran inocencia en su alma y no le gusta usar la fuerza a menos que sea totalmente necesario, es muy tierna, femenina y entusiasta, en los primeros capítulos se muestra su gran entusiasmo hasta por los más pequeños detalles de la vida en la tierra. Se esfuerza para ser una terrícola y seguir las costumbres completamente normales de la tierra. Es una niña alegre e hiperactiva, le gusta divertirse con sus amigos y ser una terrícola "normal".
Posee la capacidad de estirar todas las partes de su cuerpo a voluntad, también posee telequinesis, levitación y la auto luminicencia.
En su forma alienígena tiene forma de algún tipo de ardilla alargada de color rosa con blanco, con tentáculos como manos y piernas, dentadura distinta de la humana pero conserva sus ojos azules muy semejantes a los de su forma humana pero de un tamaño un poco mayor. Ella, su abuelo y los demás rapsodianos tienen un muy elongado tiempo de vida tal y como se muestra a lo largo de la serie en cuanto hacen referencia a su planeta y sus periodos de vida.

### Chris
Es un niño muy inteligente. Su cabello es azul oscuro, sus ojos son también de color azul oscuro y usa prendas azul. Él es el encargado de las computadoras y el manejo de la mayor parte de la tecnología del club, así como de desarrollar inventos que la mayor parte del tiempo ayudan en las misiones, sus conocimientos de informática incluso ayudan a mejorar la avanzada tecnología del club y manejarla con facilidad. 
Al igual que con la tecnología también es un gran fan de los videojuegos y el internet, en especial los más avanzados en tecnología requerida, pero al igual que usa sus dones informáticos para ayudar a resolver misiones del club también las usa para simplificar sus tareas académicas tal como se ve en el episodio "Insectos", tiene un gran amor por las computadoras, los videjojuegos y en general por el resto de la tecnología.

### Danny
Es el chico popular y atractivo de la clase, el que destaca en las actividades físicas y es el atlético del grupo en el aspecto de habilidad y destreza física, es el chico más confiado del grupo, a él le gusta derrotar con sus propias manos, junto con los inventos, más física que mentalmente, por otro lado es algo engreído, su cabello es marrón y sus ojos son verdes, tiene una cicatriz en la ceja izquierda y usa prendas violeta y dorado, su más grande enemigo en la escuela es aquel otro chico llamado Mark, y su amor platónico o mejor dicho imposible es la otra popular chica llamada Wendy, en la primera temporada se muestra que tenía un osito llamado Sr. Esponjoso al cual le tenía mucho cariño mostrando su lado sensible diferente de "el Danny" como el mismo comienza a llamarse.

### Sam
Su nombre parece de chico pero es una chica. Sam es una chica afroamericana. Su cabello es marrón oscuro, sus ojos son color miel y sus prendas son amarillas y blancas, también llamada Samantha, podría parecer que es la líder no oficial del grupo y aunque a veces se muestra algo mandona, siempre tiene muy buen corazón y buenas intenciones para el grupo, tiene un gran poder femenino bajo su control y se concentra en trazar planes para guiar al grupo hacia el éxito de sus misiones, tiene además de su fuerte carácter un lado sensible que se preocupa mucho por el bienestar de su equipo y los demás miembros de la serie cercanos a ella, tiene fobia por las arañas con lo cual se señala su única debilidad conocida detrás de ese fuerte y temerario carácter de chica ruda, pero también es fiel y amable.

## Personajes secundarios

### Sr. Smith
Es el abuelo de cathy, al igual que Cathy es un alienígena del planeta Rhapsodia, es algo estricto pero siempre confía de su nieta, tiene una flor inteligente que a veces lo saca de apuros, adora pasar el tiempo cuidando de su jardín y jugando cartas con la misma flor, en ocasiones apoya a los chicos del club sin llegar a tener una participación total en la misión, su pasión es la lingüística intergaláctica, en su forma alienígena tiene forma de un molusco azul oscuro con una larga cola como se muestra en el capítulo "Noche de brujas". Su forma de vestir incluye una camisa ligera de playa, pantalones cortos y sandalias.

### John
Es el hermano menor de Chris. A veces se hace cargo de la casa club, cuando Chris está en una misión u ocupado como se muestra en el episodio de "actuación peligrosa". Él realmente quiere estar en el MBC, pero es demasiado joven, a menudo intenta a ayudar al club como suplente de Chris en la tecnología e inventando sus propios artefactos, aunque a veces los mismos llegan a meter en pequeños líos al club al no funcionar correctamente en algunas situaciones tal como se ve en el capítulo "Apetito Voraz".

### Mark
Es el rival de Danny, siempre es molestado por la popularidad de Danny a pesar de la fortuna e influencia que el mismo tiene en la escuela, a menudo se le ve queriendo desacreditar a Danny en todo, siempre trata de que todos consideren que es el chico más popular en la escuela, en habilidades deportivas y en casi prácticamente todo sobre lo que Danny lo supera fácilmente sin grandes complicaciones, es el típico niño algo arrogante y consentido de una familia de prestigio y dinero, aunque normalmente provoca discordia y situaciones muy divertidas a lo largo de la serie.

### Wendy
Es la chica a la que Danny persigue a lo largo de la serie, esta totalmente loco por ella, lo que trae situaciones humorísticas y divertidas al programa ya que casi siempre termina avergonzado o humillado por el rechazo de ella, es una niña rubia, la típica chica guapa y popular de la escuela, es algo superficial, además con una actitud "fresa" y arrogante en la voz del doblaje mexicano, se puede observar que a ella le gusta algo Danny en algunos capítulos del programa pero es demasiado orgullosa para aceptarlo además de cuidar su imagen frente al resto de la escuela.

### Jeremy
Es amigo de Chris y está locamente enamorado de Cathy, posee mentalidad lógica y matemática al igual que Chris lo que provoca que en algunas ocasiones interactúe ayudando el grupo a resolver más fácilmente misiones, sobre todo en la ausencia de Chris o su pérdida de memoria tal como se ve en el capítulo "La piedra del olvido", tiene un aspecto algo anticuado lo que provoca que se vea como el típico niño "dedicado" de la escuela.

### Maestro Foster
Es el profesor de ciencias de la secundaria de los chicos del Club Caza Monstruos, él es un personaje misterioso ya que la mayoría del tiempo se muestra escéptico ante la clara existencia de vida inteligente fuera de la tierra e incluso la existencia de seres de otras galaxias en el propio planeta, la controversia se genera en el capítulo de la segunda temporada llamado "aquí viene la novia" ya que en él se muestra claramente que oculta su naturaleza extraterrestre al actuar naturalmente en presencia de otra alienígena aparecida en ese capítulo, tiene una apariencia algo conservadora además de estar en algunas ocasiones en discordia por la presencia de Cathy quien alega que la vida inteligente fuera de la tierra es evidente.

### Directora Rollins
Es la directora de la escuela secundaria donde estudian los protagonistas de la historia, por lo que se ve, tiene un pasado en las fuerzas militares que no ha sacado del todo de su sistema ya que la mayor parte del tiempo se le ve llamando a los chicos de la escuela tal como lo haría un oficial con su pelotón, ella cree firmemente en la disciplina y no descansará mientras exista la rebeldía y la indisciplina en la escuela dando lugar a divertidas situaciones durante la serie.

### Rolando
Es uno de los principales amigos de Mark, el típico gigantón fortachón que actúa como una especie de guardaespaldas y sirviente de Mark, tiene el cabello color morado y cubriéndole un ojo, usa pantalones grises y una sudadera blanca, además de portar una gorra.

### Ralph
Es otro de los principales amigos de Mark, el junto a Roy son una especie de lacayos para su "amigo" Mark, él tiene el pelo anaranjado, y usa una playera negra y pantalones azules claros, al igual que a Dany a Ralph le gusta Wendy, el y Ralph tienen un frasco lleno de pulgas a las que consideran sus mascotas.

## Episodios

### Primera temporada
| # | Título                                                             | Fecha de emisión original | Código de prod. |
| --- | ------------------------------------------------------------------ | ------------------------- | --------------- |
| 01 | «Lector de mentes» «Mindreader»                                    | 2 de junio de 2008        | 101             |
| El primo de Cathy, Elton, llega de visita. Él es un lector de mentes y aprovecha su poder para molestar y avargonzar a todos. |                                                                    |                           |                 |
| 02 | «Chicos populares» «Popular Kids»                                  | 3 de junio de 2008        | 102             |
| Una nueva chica llega a la escuela, Jenny, quien resulta ser un octo-alienígena, por lo que el MBC debe detenerla. |                                                                    |                           |                 |
| 03 | «Número equivocado» «Wrong Number»                                 | 4 de junio de 2008        | 103             |
| El Sr. Smith es nombrado juez de paz entre dos planetas al borde de la guerra, se le da un comunicador galáctico que parece un teléfono celular. Debido a la curiosidad de Chris, él toma el comunicador y lo pierde cuando se tropieza con Mark y los dispositivos se confunden. Mark empieza a insultar a los embajadores creyendo que son bromistas, causando que ambos vayan a la guerra en la tierra. El MBC tiene que recuperar el comunicador antes de que los alienígenas inicien una guerra dentro de la tierra. |                                                                    |                           |                 |
| 04 | «Apetito voráz» «Snack time»                                       | 5 de junio de 2008        | 104             |
| Sam ayuda a cuidar a niños de Tina, una Pythenor Eater extraterrestre, mientras Cathy, Chris y Danny hacen una venta de pasteles para la beneficencia. Con todo el trabajo por hacer, Sam le da por error una galleta a uno de los hijos de Tina, el cual es uno de los alimentos que tiene prohibido comer, debido a que les causa un apetito voráz. Ella llega a la venta de pasteles y empieza a comer todo. El MBC le da una galleta con mal sabor, lo cual causa que se revierta el efecto de la primera galleta. |                                                                    |                           |                 |
| 05 | «El problema de causar problemas» «The Trouble With Troublemaking» | 6 de junio de 2008        | 105             |
| Cathy es mandada a detención por discutir con el Sr. Fusster sobre la existencia de vida extraterrestre. En detención descubre que el Sr. Gluten es en realidad un alienígena cambia forma, la única manera que tiene el MBC de enfrentarlo es estar los cuatro en detención, pero Chris y Sam se resisten al plan ya que ellos nunca han estado en detención. Danny consigue fácilmente la detención, Chris pasa todo el día intentando ser castigado. Mientras Cathy y Sam revisan el expediente del Sr. Gluten, él las encuentra y persigue, termina ocultándose al disfrazarse de la señora del almuerzo, Sam intenta atraparlo, mas se confunde y en su lugar ataca a la verdadera señora del almuerzo y es mandada a detención con Cathy. Sam descubre que el verdadero Sr. Gluten está de vacaciones, y que el alienígena quiere capturar a Cathy para que trabaje para él. |                                                                    |                           |                 |
| 06 | «Sore winner»                                                      | 7 de junio de 2008        | 106             |
| Proskar, un alienígena obsesionado con los juegos llega a la Tierra, para encontrar un juego de mesa llamado "Parchugal", y el MBC encuentra símbolos extraños en el suelo. El alienígena luego trata de llevarse la plaza de la ciudad. |                                                                    |                           |                 |
| 07 | «Confusión canina» «Dog Daze»                                      | 9 de junio de 2008        | 107             |
| Wendy le pide a Danny que cuide a su perro llamado Matisse mientras ella está de vacaciones. Con el fin de impresionar a Wendy, Danny lleva a Matisse a una escuela de entrenamiento canino, pero Matisse es reemplazado con un perro robot y empieza a destruir la ciudad. |                                                                    |                           |                 |
| 08 | «Rey flor» «Flower King»                                           | 10 de junio de 2008       | 108             |
| El MBC obtiene una nueva misión. Deben proteger al rey flor Petalia XIV, que está en la forma de una flor hasta que los embajadores de su planeta lleguen. Mientras tanto, Jeremy está tratando de impresionar a Cathy al regalarle una flor. Accidentalmente le regala a Petalia, quien es secuestrado por dos robots que van en su captura. |                                                                    |                           |                 |
| 09 | «La batalla de las bandas» «Battle of the Bands»                   | 11 de junio de 2008       | 109             |
| Varios adolescentes en Single town son encontrados robando varias tiendas. Pronto el MBC se da cuenta de que todos los ladrones habían asistido a un concierto de una banda llamada "Los holandeses voladores". Para detenerlos deciden formar una banda para infiltrarse en el escenario. |                                                                    |                           |                 |
| 10 | «El niño más rudo del mundo» «World's Toughest Kid»                | 12 de junio de 2008       | 110             |
| El MBC usa un transporte interplanetario para enviar a los alienígenas capturados a las autoridades galácticas, mas necesitan la identificación de retina de todos los miembros. Debido a que Danny no llega a tiempo el transporte falla y los alienígenas se liberan. Mientras tanto, Cathy se propone como presidente del consejo estudiantil en contra de Brian. |                                                                    |                           |                 |
| 11 | «Actuación peligrosa» «Acting Out»                                 | 13 de junio de 2008       | 111             |
| El MBC lucha contra un lagarto alienígena y son ayudados por Stanley Caminski, uno de los héroes más famosos de la galaxia. Stanley le ofrece al MBC su ayuda para que puedan volverse famosos también. Todos están de acuerdo, pero el señor Smith dice que no, porque el MBC es una sociedad secreta y no debe ser revelada. Sin embargo, Stanley llama en secreto a Chris y se compromete a participar en sus comerciales. Mientras tanto Cathy audiciona para la obra de teatro, " Romeo y Julieta " y resulta ser una actriz increíble, así que ella obtiene el papel y debe prepararse para la noche de apertura. Wedge, el alienígena lagarto, está tratando de acabar con todos los famosos que trabajan con Stanley y va tras Chris. |                                                                    |                           |                 |
| 12 | «Los Atrapa Monstruos» «Monster Beaters»                           | 14 de julio de 2008       | 112             |
| John intenta convencer al MBC de que él puede unirse al equipo, pero lo rechazan por ser demasiado joven. Un nuevo equipo de cazamonstruos, el "Monster Beaters" llega a Single Town y reclutan a John como nuevo miembro. Mientras tanto en la escuela se vuelve obligatorio pertenecer a algún club, Sam y Danny se tienen que unir al club de costura, Chris al club de baile y Cathy al club de ciencias. El MBC luego descubre que el nuevo equipo de cazamonstruos son en realidad alienígenas que quieren a John para poder acceder al MBC y destruirlo. |                                                                    |                           |                 |
| 13 | «Héroes de comic» «Comic Book Heroes»                              | 15 de julio de 2008       | 113             |
| Cathy y Sam se molestan porque existen pocas historietas sobre mujeres. Mientras que un misterioso hombre sale corriendo de la tienda de cómics local, lo persiguen, pero él se escapa. Mientras tanto, un chico nuevo y extraño aparece en su escuela, tratando de hacer que los niños sigan a sus órdenes para llevar una gran cantidad de comics a otro planeta. |                                                                    |                           |                 |
| 14 | «La estatua de las imitaciones» «Statue Of Limitations»            | 16 de julio de 2008       | 114             |
| Sam es voluntaria para preparar la celebración de la fundación de la ciudad por Addison Single. Sin embargo, Cathy no está de acuerdo con la celebración pues afirma que Addison era un alienígena que creó la ciudad como un refugio para alienígenas, mas Sam no le cree. Chris accidentalmente activa una piedra púrpura que estaba bajo el club, la cual revive a la estatua de Adisson, que en realidad es el propio Adisson Single, quien fue convertido en piedra por el antiguo MBC y desea vengarse convirtiendo a la todos los humanos en estatuas. |                                                                    |                           |                 |
| 15 | «Bajo-tierra» «Pipe dreams»                                        | 17 de julio de 2008       | 115             |
| La expansión de la red de alcantarillas de la ciudad pasa a través de los túneles del MBC, y aprovechando la ocasión, el Sr. Fusster lleva a su clase de paseo por las alcantarillas. Para evitar que los túneles sean descubiertos, el MBC se propone asustarlos. Pronto descubren que uno de los trabajadores es en realidad un alienígena que planea usar los túneles del MBC y las alcantarillas como un sistema de dragado para succionar toda la ciudad. |                                                                    |                           |                 |
| 16 | «Alienígenas por la vía rápida» «Aliens on the Fast Track»         | 18 de julio de 2008       | 116             |
| Chris consigue un trabajo de primavera como limpiador en una tienda, cuando sus amigos van a visitarlo un alienígena super-veloz roba todos los artículos de la tienda, su jefe cree que él y sus amigos se los llevaron, por lo que le da un día para regresarlos o pagar por ellos de lo contrario estará en serios problemas. |                                                                    |                           |                 |
| 17 | «The bugaboos»                                                     | 22 de julio de 2008       | 117             |
| Un grupo de insectos alienígenas llega a la ciudad para prepararla para la llegada de su reina, quien pondrá a sus crías en Single Town. |                                                                    |                           |                 |
| 18 | «The Forget-Me-Stone»                                              | 29 de septiembre de 2008  | 118             |
| Un alienígena llamado Glon Glenemore llega en busca de la "forget-me-stone", la cual es una piedra alienígena que borra la memoria de quien la toca. |                                                                    |                           |                 |
| 19 | «Acampar»                                                          | 6 de octubre de 2008      | 119             |
| El MBC va en busca de la flor Mobato con la cual podrán devolver la energía al club luego de que un robot la absorbiera. |                                                                    |                           |                 |
| 20 | «Trick or treak... or alien»                                       | 13 de octubre de 2008     | 120             |
| Es Halloween y todos los niños de la ciudad van por dulces. Marcos desafía a Danny a entrar solo en una casa embrujada, Cuando entra queda atrapado por una sustancia pegajosa en el suelo. Cuando no logra salir llama al MBC para que lo rescate. Cuando llegan descubren que se trata de una mascota alienígena que se perdió en la tierra hace varios años, y que cada año en Halloween sus dueños mandan una nave para que, si alguien lo encuentra, lo regrese a su planeta. |                                                                    |                           |                 |
| 21 | «Director sin Dirección» «A matter of principals»                  | 20 de octubre de 2008     | 121             |
| Danny es elegido para ser director por un día y empieza a realizar sus ideas para mejorar la escuela. Mientras Chris y Cathy se enfrentan a un alienígena que se hace pasar por Wendy. Sam se lastima el pie y la verdadera Wendy la cuida con la intención de probar sus habilidades en primeros auxilios. |                                                                    |                           |                 |
| 22 | «Beware of frogs»                                                  | 27 de octubre de 2008     | 122             |
| Herptilius, una rana alienígena viene a la Tierra para vengarse de un chef que casi lo cocinó. Él chef es maestro sustituto mientras el Sr. Fusster está de vacaciones. |                                                                    |                           |                 |
| 23 | «Santa secreto» «Secret Santa»                                     | 3 de noviembre de 2008    | 123             |
| Cathy no sabe sobre Santa porque ella no sabe que la Tierra también tiene días de nieve. mientras, un alienígena llamado Dingle se disfraza de Santa Claus y empieza a secuestrar niños, incluyendo a Sam. El MBC lo persigue pero descubre que no los secuestraba, sino que los llevaba a recibir sus regalos de Navidad. |                                                                    |                           |                 |
| 24 | «Outcracker's Badland Galaxy Tour»                                 | 11 de noviembre de 2008   | 124             |
| Cathy invita a Outcracker, su estrella de televisión favorita de la Tierra, quien trata de obtener buenas tomas de riesgo para su programa, a costa de la población de Single Town. |                                                                    |                           |                 |
| 25 | «El fin de todo (Primera parte)» «The end of everything (part 1)»  | 8 de diciembre de 2008    | 125             |
| El Sr. Smith es tutor en un curso para alienígenas sobre como ocultarse en la tierra. Entonces Danny, Sam y Chris reciben una llamada de un alienígena que afirma ser Cathy, creyendo que el alienígena la secuestro, van tras el y lo capturan. Cuando descubren que los morfos de todos los alienígenas fallan, haciendo que no puedan tener forma humana, se dan cuenta de que el alienígena era la verdadera Cathy, que ahora tiene prohibida la entrada a la Tierra. |                                                                    |                           |                 |
| 26 | «El fin de todo (Segunda parte)» «The end of everything (part 2)»  | 8 de diciembre de 2008    | 126             |
| Elton llega a Single Town para reemplazar a Cathy en el equipo, Chris no confía en él y descubre que él fue quien causó la falla en los morfos, pues él es el hijo de Adisson Single y quiere cumplir el sueño de su padre, convertir a la Tierra en un refugio para alienígenas. |                                                                    |                           |                 |

### Temporada 2
| #  | Título                                                                        | Fecha de emisión original | Código de prod. |
| -- | ----------------------------------------------------------------------------- | ------------------------- | --------------- |
| 27 | «Cabeza pompa» «Bubble Heads»                                                 | 15 de enero de 2009       | 127             |
| 28 | «No es tan bueno ser el Rey» «It's Not Good To Be King»                       | 8 de febrero de 2009      | 128             |
| 29 | «Toda la Verdad» «The Whole Truth»                                            | 15 de febrero de 2009     | 129             |
| 30 | «Los nuevos agentes» «The New Recruits»                                       | 7 de febrero de 2009      | 130             |
| 31 | «Yo Krog, Tú Rollins» «Me Krog You Rollins»                                   | 14 de febrero de 2009     | 131             |
| 32 | «Nuboso con posibilidades de Jellynerps» «Cloudy With A Change Of Jellynerps» | 21 de febrero de 2009     | 132             |
| 33 | «El puzzle del destino» «The Destiny Puzzle»                                  | 28 de febrero de 2009     | 133             |
| 34 | «Cosas de lagartos» «Lizard's Tails»                                          | 4 de marzo de 2009        | 134             |
| 35 | «Un freaky del deporte» «Fitness Freak»                                       | 11 de marzo de 2009       | 135             |
| 36 | «Su bestia interior» «The Beast Within»                                       | 13 de marzo de 2009       | 136             |
| 37 | «Ranas en el espacio» «Frogs In Space»                                        | 16 de marzo de 2009       | 137             |
| 38 | «Intercambio de poderes» «Sticky Situation»                                   | 17 de marzo de 2009       | 138             |
| 39 | — «Galaxy's Strangest Creatures»                                              | 18 de marzo de 2009       | 139             |
| 40 | — «Disappearing Act»                                                          | 16 de mayo de 2009        | 140             |
| 41 | — «Keep Your Eye on the Nebulak»                                              | 30 de mayo de 2009        | 141             |
| 42 | — «The Famous Four (Part 1 of 2)»                                             | 6 de junio de 2009        | 142             |
| 43 | — «The Famous Four (Part 2 of 2)»                                             | 13 de junio de 2009       | 143             |
| 44 | — «Here Comes the Bride»                                                      | 20 de junio de 2009       | 144             |
| 45 | — «Dancing in the Dark»                                                       | 27 de junio de 2009       | 145             |
| 46 | — «Clean Sweep»                                                               | 11 de julio de 2009       | 146             |
| 47 | — «Laugh Attack»                                                              | 18 de julio de 2009       | —               |
| 48 | — «Gotta Dance»                                                               | 25 de julio de 2009       | —               |
| 49 | — «The Sound of Moochie»                                                      | 1 de agosto de 2009       | —               |
| 50 | — «Silly Human Tricks»                                                        | 31 de octubre de 2009     | —               |
| 51 | — «Princess Sam»                                                              | 7 de noviembre de 2009    | —               |
| 52 | — «Goodbye Earth»                                                             | 14 de noviembre de 2009   | —               |